# Palmiro Togliatti
Palmiro Togliatti (26. března 1893, Janov – 21. srpna 1964 na Jaltě) byl politikem a předsedou Italské komunistické strany, kterou obnovil v roce 1944 po jejím zákazu fašisty v roce 1926. Vykonával také funkci ministra spravedlnosti v letech 1945 až 1946. V roce 1964 po něm pojmenovali v Sovětském svazu město Togliatti na řece Volze, do kterého dodala italská automobilka Fiat veškeré zařízení na klíč na výrobu vozu Fiat 124.